# 독일 IX형 잠수함

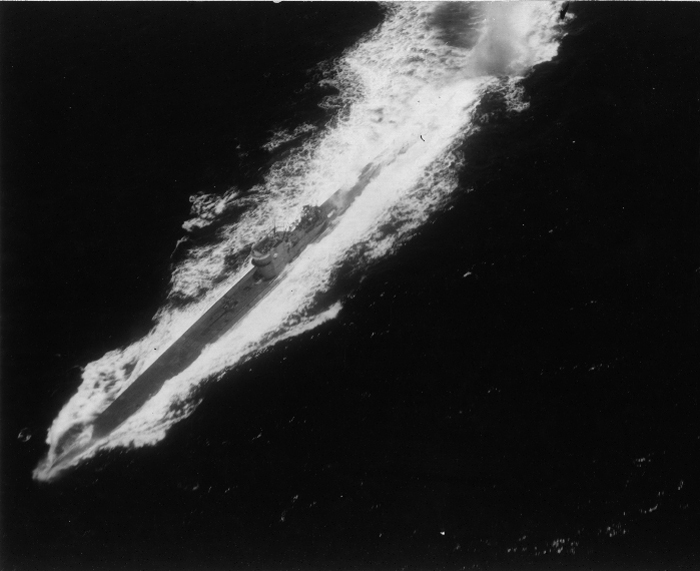
U-161

유보트 9형(U-Boot-Klasse IX)은 독일 해군의 잠수함으로 제2차 세계대전 중 쓰였다. 9A, 9B, 9C, 9C/40, 9D/1, 9D/2, 9D/42의 8종류로 세분화된다.

## 개요
기본적인 설계는 1A형을 개량한 것이다. 이 함형의 건조 때 보다 소형인 7형을 주력으로 하려고 한 독일해군 상층부에선 상당한 의논이 오고갔는데 실제로 건조해보자 항속거리가 길고 대서양을 돌아다니며 통상파괴를 펼치는데 적합한 함이 되었다.
또 복각식의 선체구조로 수중속도가 비교적 빠르고 잠수심도가 깊은 우수한 함이었다. 단 건조에 걸리는 시일은 그만큼 필요로 하였기에 대량생산으로 이어지진 못했다.

## 각 형
9A는 브레멘 베제강변에 위치한 조선소 AG베제사에서 8척이 건조되었고 1938년부터 이듬해에 걸쳐 취역했다. 종전까지 6척이 전몰, 남은 2척은 종전 때 자침시켰다.
9B형도 모두 AG베제사에서 건조되었다. 건조 수는 14척. 1939년말부터 이듬해에 걸쳐취역했다. A형과 비교하면 연료탑재량이 11톤 증가하여 항속거리도 1500해리늘어난 12000해리가 되었다. 반면 수중속력과 수중항속력은 저하했다. 14척 중 12척이 전몰하고 남은 2척 중 한 척은 종전 때 자침, 다른 한 척은 프랑스 해군에게 접수되어 1947년 브뢰종에서 재취역했다.
9C형은 9B형의 항속거리를 1450해리 더 연장하여 13450해리로 한 것으로 1941년부터 이듬해에 걸쳐 54척이 취역했다. 건조는 AG베제사 및 함부르크의 조선소 도이체벨푸트사이다. 이 함형인 U-511은 나중에 일본 해군에 양도, 편입되어 로호 제500잠수함이 되었다.
9C/40형은 9C형의 밸러스트 탱크를 확대하여 항속거리는 13850해리로 한 것으로 1940년부터 1942년에 걸쳐 AG베제사 및 도이체벨푸트사에서 160척이 기공되었고 최종적으로 89척이 취역, 남은 71척은 건조중지되었다.
9D/1형은 어뢰정용의 엔진을 6기탑재한 고속순양잠수함으로서 건조되었는데 엔진의 성적이 불량했기 때문에 2척으로 건조중지되었다. 또 완성한 2척도 나중에 엔진을 교체하여 보급잠수함이 되었다.
9D/2형은 A~C와는 전혀 다른 선체를 지니고 있고 원래 엔진4기에 더해 순항용의 엔진을 2기 탑재한 장거리 작전용 잠수함으로서 1942년부터 1945년에 걸쳐 소개정형인 9D/42형도 포함하여 29척이 준공되었다.

## 성능제원 (9C형)
- 전장:76.8m
- 전폭:6.8m
- 배수량:수상1120톤, 수중1232톤
- 최대속도:수상18.3노트, 수중7.3노트
- 수중항속거리:4노트/63해리
- 수상항속거리:10노트/13450해리
- 승조원:44명 (4명 사관)
- 무장:53cm어뢰발사관×6(함수4, 함미2, 탑재어뢰 22발), 105mm단장포×1, 37mm기관포×1, 20mm단장기총×1, 기타 기뢰(TMA,TMB)도 탑재가능.

## 참고자료
- 크릭스마리네 유보트 1939-45 Vol.2